# Седемте езера (хижа)
„Седемте езера“ е хижа в планината Рила в Югозападна България, разположена край североизточния бряг на Рибното езеро на 2196 m надморска височина. Построена е през лятото на 1932 година със средства и труд на доброволни начала от членове на Бялото братство., организирано от Учителя Петър Дънов.
Хижата представлява масивна сграда на два етажа и мансарда с капацитет 92 места на легла и нарове в стаи с по 2, 3, 4, 6 и повече легла. Електрифицирана е от ВЕЦ и агрегат, но не е водоснабдена (ползва се вода от езерото), няма баня, санитарните възли са външни, отоплението е с печки на твърдо гориво. Разполага с туристическа кухня и столова. През лятото има и лавка. До хижата има конюшни за товарни коне, предоставящи ограничени услуги за групови конни походи. Хижата се стопанисва от туристическо дружество „Рилски турист“.

## Съседни туристически обекти
- Рилски манастир – 5,30 часа пеш по маркирана пътека
- хижа „Скакавица“ – пеш по маркирана пътека
- хижа „Рилски езера“ – 45 минути пеш по маркирана пътека
- хижа „Иван Вазов“ – около 3 ч. минути пеш по маркирана пътека

Част е от Стоте национални туристически обекта на Българския туристически съюз.

## Изходни пунктове
- село Говедарци – 9 km до хижа „Вада“ по шосе и оттам 3 часа пеш по маркирана пътека.
- от Сапарева баня през хижа „Пионерска“ с лифт или пеша до хижа „Рилски езера“ (новата хижа).